# Sisterna
Sisterna, en asturiano A Estierna, es una parroquia que está situada en el oriente del concejo de Ibias, en la frontera con Degaña. 

## Geografía y demografía
La parroquia está integrada por dos núcleos de población: 
- El Bao. 42°57′18.273807″N 6°40′28.872545″O / 42.95507605750, -6.67468681806
- Sisterna. 42°57′25.279462″N 6°39′49.970643″O / 42.95702207278, -6.66388073417

La distancia entre los dos núcleos de población es de algo menos de un kilómetro. Están situados a una altitud de unos 840 metros sobre el nivel del mar. Atraviesa ambos núcleos de población el río de la Collada, que es un afluente del río Ibias.
Como toda la zona suroccidental asturiana, la parroquia de Sisterna experimenta una disminución de población: desde principios de siglo ha perdido más de la mitad de su censo. En 2000 había 48 personas empadronadas en la parroquia y veinte años después eran menos de la mitad. No obstante la población en fines de semana y épocas vacacionales es mucho más elevada, lo que explica la buena conservación de las casas de la zona, que no están abandonadas.

## Economía y urbanismo
La actividad tradicional de la zona ha sido el trabajo de la madera utilizando tornos. Se ha hablado de una comarca de cunqueiros -o tixileiros- de la que formarían parte Sisterna, El Bao, El Corralín y Tablado. En síntesis, los hombres de la zona se dedicaban durante el invierno a hacer trabajos en madera que luego vendían en los mercados por los pueblos de España. Además, también hacían trabajos en los pueblos para adaptar los productos al gusto de cada cliente. Mientras tanto las mujeres se quedaban a cargo del pueblo.
Los tixileiros tenían su propia jerga, que hacía que durante sus viajes solamente pudieran entenderse entre ellos.
La actividad artesanal y comercial que se desarrollaba tal vez explique la particular configuración urbana de Sistierna. Habitualmente los pueblos asturianos se forman a partir de casas separadas entre sí que disponen de terrenos para huerta y animales, además de un hórreo. En Sisterna las casas están juntas formando estrechas calles, lo que podría ser consecuencia del hecho de que los habitantes no vivían tanto de la agricultura y la ganadería cuanto de la industria y el comercio.
Otra particularidad urbanística de Sisterna es la iglesia de Santa María. A diferencia de lo que es habitual, la iglesia no está aislada en una plaza ni tampoco elevada sobre el nivel del suelo. Está situada a ras de la calle, pareciendo prácticamente un edificio más de la misma.
En la actualidad existe en Sisterna un núcleo rural dentro del cual hay alojamiento, tienda de productos artesanos de la zona, y un museo etnográfico dedicado a los tixileiros.

## Senderismo y ciclismo
Las características de la zona son muy adecuadas para el senderismo, siendo abundantes los recorridos existentes.
Es de tener en cuenta que en las Zonas de uso restringido especial del parque natural de Fuentes de Narcea, Degaña e Ibias, en el que se encuentra la parroquia de Sisterna, no está permitido el tránsito a pie o por cualquier medio no motorizado salvo que lo autorice expresamente el plan de gestión del Parque. Pues bien, en el caso de Sisterna hay autorizadas tres rutas a pie o por medio no motorizado por Zonas de uso restringido especial:
- Ruta lagunas de Sisterna (permitida desde el desde el 16 de julio hasta el 30 de noviembre).
- Etapa Alguerdo – Sisterna (zona dentro del Parque). Código FEMPA GR-AS 203.
- Etapa Sisterna – Zarréu. Código FEMPA GR-AS 203.
La Administración del Parque podrá establecer limitaciones extraordinarias a la utilización de estos senderos por razones de conservación del medio natural o protección de especies catalogadas.
Es habitual también la presencia de ciclistas en la carretera que atraviesas Sisterna, la AS-212, ya que forma parte de un interesante recorrido de alta montaña.

## Miradores
Al encontrarse Sisterna en el Parque natural de las Fuentes de Narcea, Degaña e Ibias y muy cerca de la Reserva de Muniellos dispone de paisajes excepcionales que pueden observarse desde diferentes miradores.

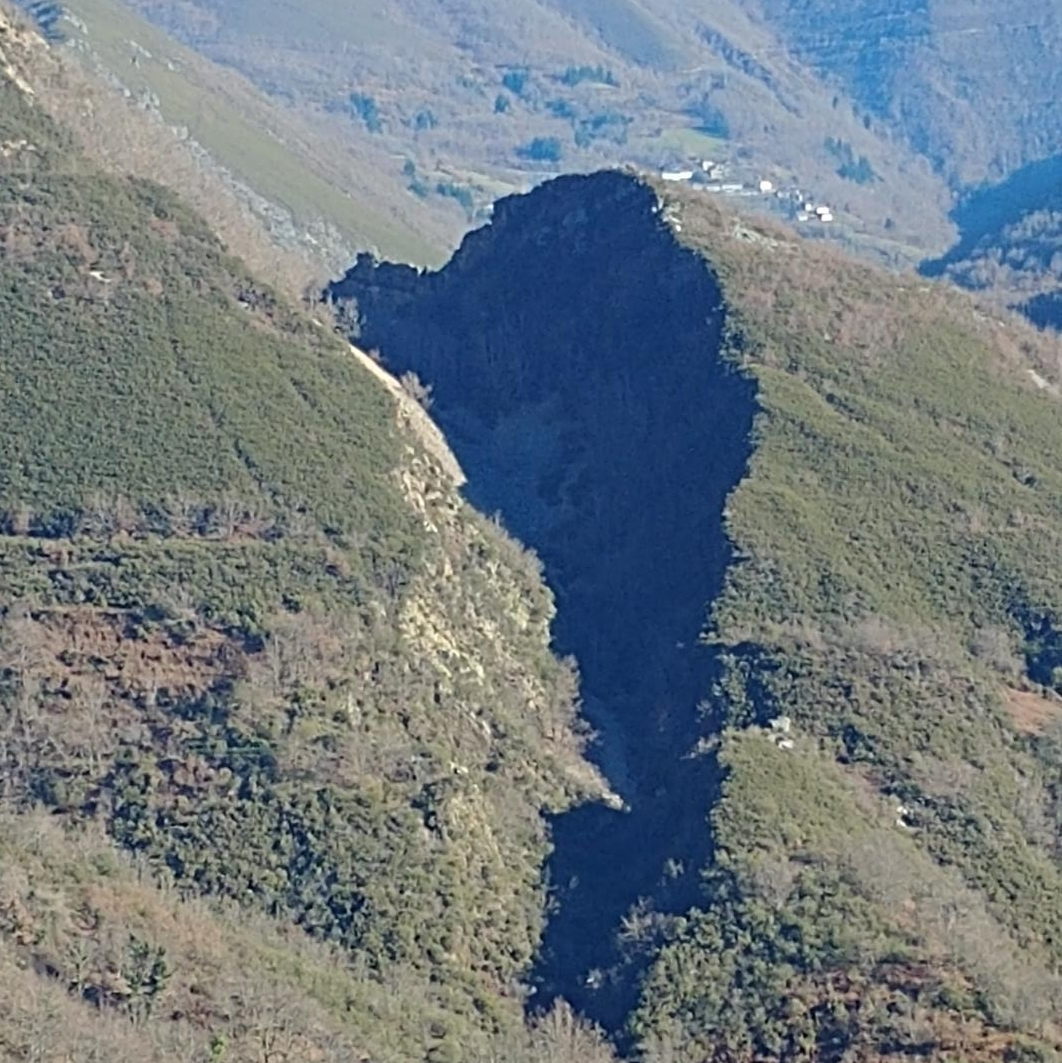
Mina de oro del Corralín

- El Posadoiro es el mirador más cercano a Sisterna, ya que está a sólo un kilómetro.
- El Furacón es especialmente interesante pues permite apreciar otros elementos singulares además de los paisajísticos. En efecto, a los pies del mirador hay dos cortines, que se observan particularmente bien en invierno. Y hacia el norte (derecha del mirador) se divisa una montaña con un corte, que se debe a la explotación minera de oro que hicieron los romanos en esa zona, el Corralín.
- El mirador del alto de El Capillo se sitúa una pequeña capilla y un área recreativa. Hay un panel explicativo del evolución de este paisaje y de cómo lo utilizan los osos.
- El mirador de Fonduveigas, a diferencia de lo habitual, está situado en la parte baja de un valle. Enfrente se divisa un cortín en ruinas.

## Fiestas y Ferias
- Santa María, 15 de agosto.
- San Bartolo, 24 de agosto. En realidad el 24 de agosto se celebra la festividad de San Bartolomé, no de San Bartolo.

## Imágenes
- Wikimedia Commons alberga una categoría multimedia sobre Sisterna.